# Magical Drop (серия игр)
Magical Drop (яп. マジカルドロップ) — серия видеоигр в жанре головоломки, созданная японской компанией Data East. Игровая механика основана на группировании одинаковых элементов и имеет сходство с другими представителям жанра, такими как Puzzle Bobble и Columns. Первая игра в серии, так же известная как Chain Reaction, вышла в 1995 году для аркадных автоматов.

## Игровой процесс

Снимок игрового процесса Magical Drop II

В основе всех игр серии лежит основная механика, заложенная еще в первой части игры. Игра ведётся на прямоугольном поле, с верхнего края которого появляются разноцветные шары и постепенно заполняют его. Когда шары достигают нижнего края экрана, игра считается проигранной. Игрок управляет находящийся в нижней части поля фигуркой шута, которая может двигаться по диагонали, захватывать шары и вновь выбрасывать их на поле. В некоторах версиях фигурки шута заменены миниатюрными фигурками самих персонажей. Если три или более шаров одного цвета оказываются в одном столбце, то они и все шары такого же цвета с которыми они соприкасаются пропадают с поля. Исчезновение объектов с поля может вызывать цепную реакцию, при которой исчезает сразу много объектов. Создание таких цепных реакций является важным игровым моментом, который приводит к более быстрому заполнению поля противника при игре против другого игрока или компьютера. Игровые персонажи основаны на картах Марсельского Таро.

## История
| 1995 | Magical Drop               |
| 1996 | Magical Drop II            |
| 1997 | Magical Drop III           |
| 1998 |                            |
| 1999 | Magical Drop for WoderSwan |
| 1999 | Magical Drop Pocket        |
| 2000 | Magical Drop F             |
| 2000 | Magical Drop (GBC)         |
| 2001 |                            |
| 2002 |                            |
| 2003 |                            |
| 2004 | Magical Drop DX            |
| 2005 |                            |
| 2006 |                            |
| 2007 |                            |
| 2008 |                            |
| 2009 | Magical Drop Touch         |
| 2009 | Magical Drop Yurutto       |
| 2010 |                            |
| 2011 |                            |
| 2012 | Magical Drop V             |
| 2013 |                            |
| 2014 |                            |
| 2015 |                            |
| 2016 |                            |
| 2017 |                            |
| 2018 |                            |
| 2019 |                            |
| 2020 |                            |
| 2021 |                            |
| 2022 |                            |
| 2023 | Magical Drop VI            |

Data East рассматривали возможность создания игры-головоломки и в ходе изучения существующих игр разработчики нашли сборник игр из России. На сборнике им приглянулась одна игра от российской компании Russ. По воспоминаниям одно из авторов Magical Drop Такаси Кобаяси, игра Russ была сделана на любительском уровне, и играть в неё было не очень интересно. Игровыми объектами в ней были различные случайные объекты, такие как пончики и белые медведи, а возможность создания цепной реакции полностью отсутствовала. Тем не менее, Кобаяси понравилась основная игровая механика захвата и подбрасывания объектов. Data East заключили контракт с Russ и начали производство собственной версии и разработчики начали думать как сделать игру интересней и стали добавлять в неё новые механики. В итоге получившаяся игра имела много отличий по сравнению с оригинальной игрой от Russ, в результате чего Data East полностью выкупила авторские права у русских разработчиков.
Первая игра в серии вышла в 1995 года на аркадных автоматах под названием Magical Drop (яп. マジカルドロップ) в Японии. Англоязычная версия получила название Chain Reaction. Все полседующие части на всех территориях носили одинаковые названия. Позже вышла обновлённая версия Magical Drop Plus 1!, которая добавила в игру режим «соло» в дополнение к уже существующим режимом игры против другого игрока или компьютерного оппонента. Magical Drop II вышла в 1996, а Magical Drop III в 1997 годах. Обе игры сначала появились на аркадных автоматах Neo-Geo MVS и домашних консолях Neo-Geo, а затем были портированы на многие другие платформы.
В 1999 были выпущены Magical Drop Pocket для портативной игровой приставки Neo Geo Pocket и Magical Drop for Wonderswan для WonderSwan. Четвертая часть в серии, получившая название Magical Drop F вышла в 2000 году эксклюзивно на PlayStation. В игре появился режим «ролевой игры» с более развёрнутым сюжетом. В том же году увидела свет Magical Drop для Game Boy Color.
В 2003 году Data East объявили о банкротстве. В 2004 году японская компания G-Mode купила права на Magical Drop вместе с другой интеллектуальной собственностью Data East. G-Mode выпустили под маркой Magical Drop игры для мобильных телефонов Magical Drop DX в 2004 и Magical Drop Touch в 2009 годах. 29 июля 2009 года была выпущена игра Magical Drop Yurutto для Nintendo DS — кроссовер с персонажами преключенческой игры Театр Юру Юру.
В 2012 году вышла игра Magical Drop V, разработанная независимой французской компанией-разработчиком Golgoth Studio. В декабре 2020 года стало известно о том, что ведётся разработка Magical Drop 6. Шестая часть в серии была разработана Forever Entertainment и вышла в апреле 2023 года для Windows и Nintendo Switch.

## Отзывы
Первые три игры серии на автоматах Neo-Geo MVS попадали в список десяти самых популярных игр года на аркадных автоматах журнала Game Machine. Игровая пресса хорошо встретила как оригинальные аркадные версии этих игр, так и их порты на домашние консоли.
Вышедшая эксклюзивно на PlayStation Magical Drop F тоже получила высокие оценки критиков. Журнал Retro Gamer назвал её «вершиной» всей серии. Пятая игра в серии Magical Drop V получила в основном негативные отзывы. Шестая же часть напротив получила хорошие оценки игровой прессы.